# Gita Morenová
Gita (Markéta) Morenová (též Mořenová), rozená Margit Morgenstern, (6. července 1903 Budapešť – 3. července 1999) byla virtuoska houslí a profesorka Pražské konzervatoře.

## Život

### Do roku 1945
Gita Morenová se narodila 6. července 1903 v Budapešti, kde její otec MUDr. Otto Morgenstern (1867, Praha – 1940, Praha) působil jako armádní lékař. Matka Emilie Morgenstern pocházela z Mladé Boleslavi († 1918) a byla vynikající pianistkou. Na Gitu měl velký vliv její strýc Franz Kobler (1882 Vídeň, Rakousko – 1965 Berkeley, Kalifornie), právník, pacifista, spisovatel a autor antologií židovských dopisů. Jeho archiv je uložen v Leo Baeck Institute v New Yorku.
V necelých čtrnácti letech byla přijata na Lisztovu akademii v Budapešti. Poté od roku 1919 navštěvovala Státní konzervatoř v Praze u profesora Jana Mařáka. Sedmileté studium zvládla za čtyři roky. Absolvovala roku 1923 Foerstrovým koncertem ve Smetanově síni za mimořádného uznání skladatele. V rozhlase se prezentovala ještě jako posluchačka konzervatoře Saint-Saënsovým a Mendelssohnovým houslovým koncertem. Po absolutoriu vystudovala Mistrovskou školu u Henri Marteaua a koncertovala v Čechách i v zahraničí ve významných sálech, zejména ve Vídni, kde strávila tři roky. V letech 1929 až 1931 studovala v Praze Mistrovskou školu u prof. Karla Hoffmanna s vynikajícím prospěchem. Zároveň v té době byla pedagogicky činná. Byla spoluzakladatelkou hudební školy v Mladé Boleslavi, již vedla řadu let. Jejího absolutoria na mistrovské škole se účastnili Vítězslav Novák, Karel Hoffmeister, Josef Suk, Vilém Kurz, Václav Talich, Josef Bohuslav Foerster a další významní čeští hudebníci. Josef Suk a Jan Mařák zůstali jejími konzultanty a rádci. Dostala řadu vynikajících kritik od Maxe Broda, Ladislava Vycpálka a Otakara Jeremiáše.
V roce 1937 se provdala za ing. Štěpána Fischera, významného konstruktéra automobilů.

#### Léta válečná

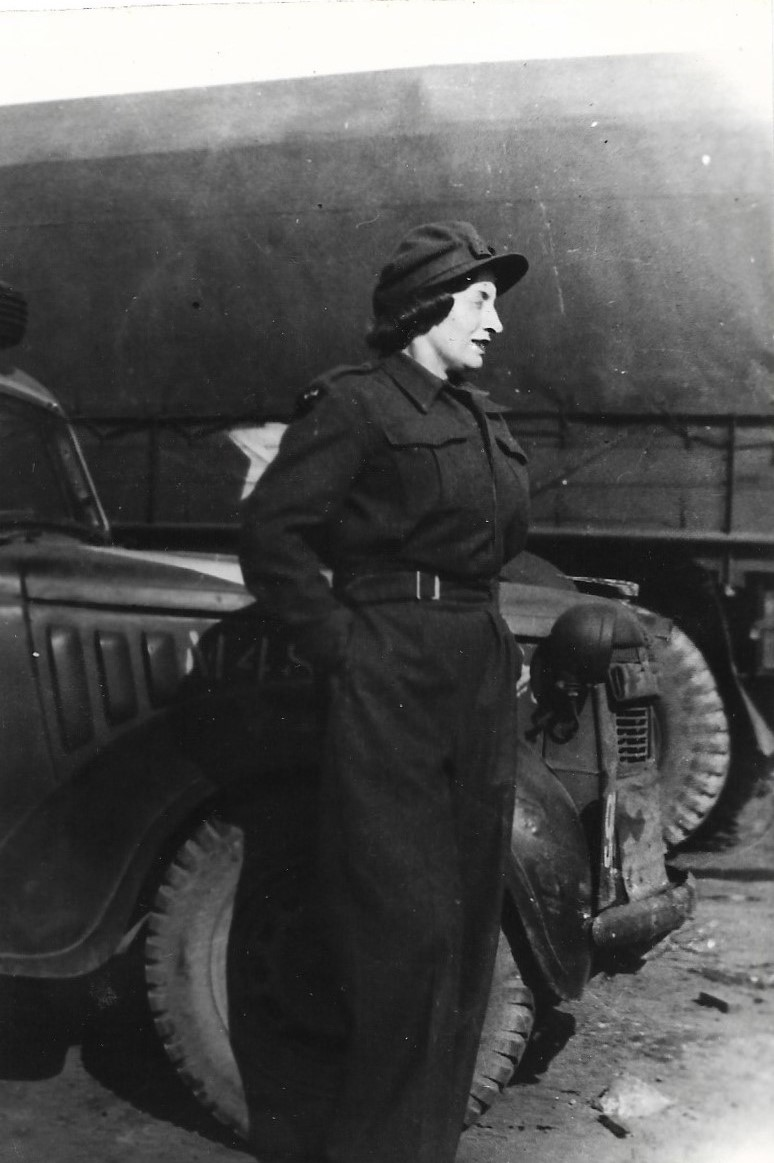
Gita Morenová, 1945, Dunkerk

V roce 1939 se jí podařilo utéci z okupovaného Československa a po dlouhé strastiplné cestě přes Maďarsko, Itálii, Francii a Španělsko najít útočiště v Londýně. Zbytek její rodiny zahynul během Holokaustu. Její vzácné Amati housle jí byly ukradeny nacisty. Pět let prožila v bombardovaném Londýně, kde založila mezispojenecké kvarteto, jehož byla primáriem. Jako sólistka působila mimo jiné v rámci klasického oddělení vojenského uměleckého souboru. Koncertovala v anglických posádkách a na francouzské a belgické frontě často v nepatrné vzdálenosti od německé linie, též u českých jednotek při obléhání Dunkerku, ve službách Červeného kříže, na velvyslanectvích atd. Byla jí propůjčena hodnost britského poručíka a po roce 1946 přiznáno osvědčení účastníka národního boje za osvobození.

### Po roce 1945

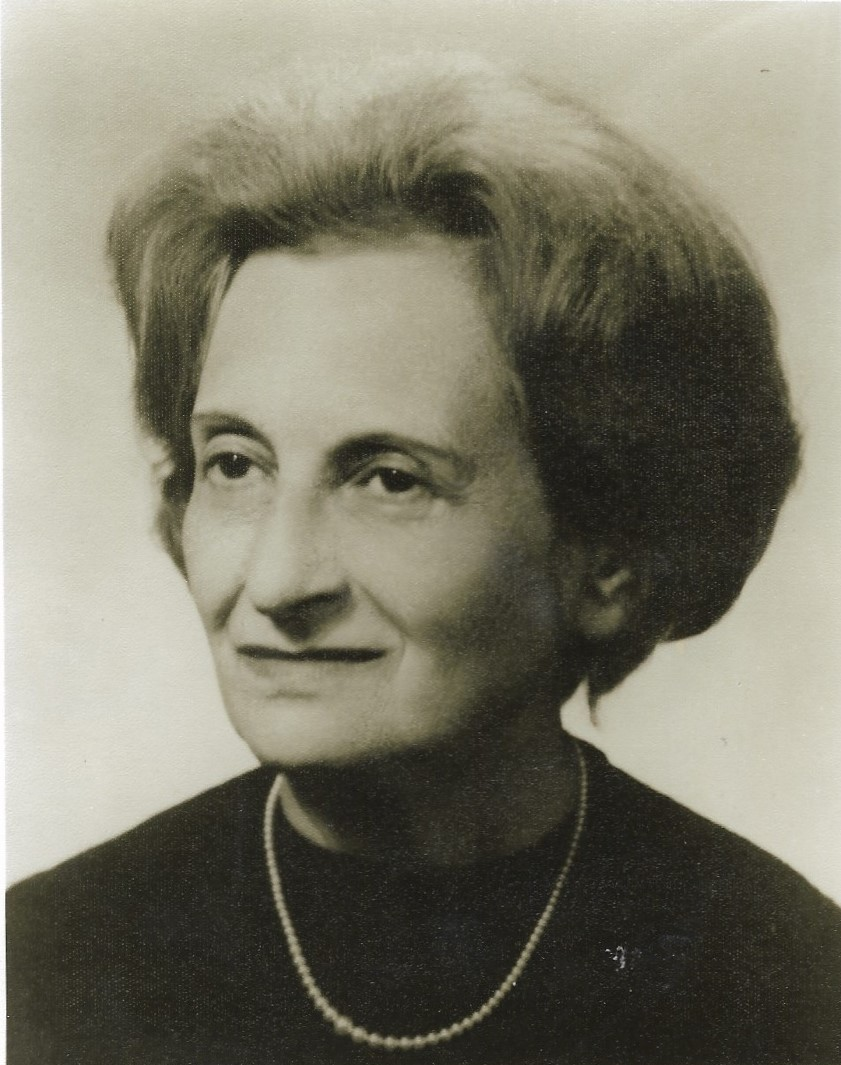
Gita Morenová, 60. léta

Po válce se i s manželem navrátila do vlasti a v roce 1946 se jí narodila dcera Bronislava. Po krátkém pobytu v Děčíně se usadili v Praze, kde pokračovala ve své koncertní i pedagogické činnosti. Koncertovala v Městské knihovně, v Domě umělců a v Umělecké besedě a řadě dalších míst. Jejím hlavním klavírním doprovodem v této době byl JUDr. Jaroslav Obenberger. Vyučovala na hudební škole na Kladně, na Vyšší hudebně-pedagogické škole v Praze v Biskupské i na Lidové škole umění v Praze 10. Roku 1957 udělala konkurz na profesorku hlavního oboru housle na Pražské konzervatoři a od roku 1965 zde působila jako vedoucí strunného oddělení. Byla oceněna řadou pedagogických odměn. Publikovala též článek o japonské metodě výuky hry na housle podle metody Suzukiho v časopise Hudební výchova. Roku 1975 založila na Pedagogické fakultě v Českých Budějovicích houslové oddělení. Roku 1977 musela zanechat pedagogickou činnost pro vážný úraz. Po válce užívala rovněž jméno Markéta Morenová Fischerová. Vychovala řadu vynikajících interpretů i učitelů. Jejími nejvýznačnějšími studenty byli:
- Jindřiška Holotová, profesorka Konzervatoře v Plzni
- Dagmar Zárubová, profesorka Pražské konzervatoře
- František Drs, koncertní mistr opery Tylova divadla v Plzni[5]
- Jan Ludvík, člen České filharmonie
- Pavel Arazim, člen České filharmonie a Kroftova kvarteta
- Hana Kudějová, provdaná Hubatková, členka FOK
- Eva Příborská, provdaná Šafaříková, členka FOK a smyčcového tria Trio di Praga
- Petr Mráz, Člen komorního orchestru v Curychu
- Milan Král, člen symfonického orchestru v Antverpách
- Julius Lakatoš, po absolutoriu přijat na Moskevskou konzervatoř
- Věra Nekolová, provdaná Škvorová, po maturitě na Pražské konzervatoři přijata na Leningradskou konzervatoř, ředitelka LŠU
- Miluše Rindová, přijata na Moskevskou konzervatoř. Absolventka AMU.  Učitelka LŠU. V letech 1981–1988 zástupce koncertního mistra Filharmonie Hradec Králové, 1988–1992 pedagog Konzervatoře Pardubice, odborný asistent při výuce žáků ZUŠ pověřený MŠMT

Většina jejích studentů absolvovala s orchestrem.